# Robert Charles Zaehner

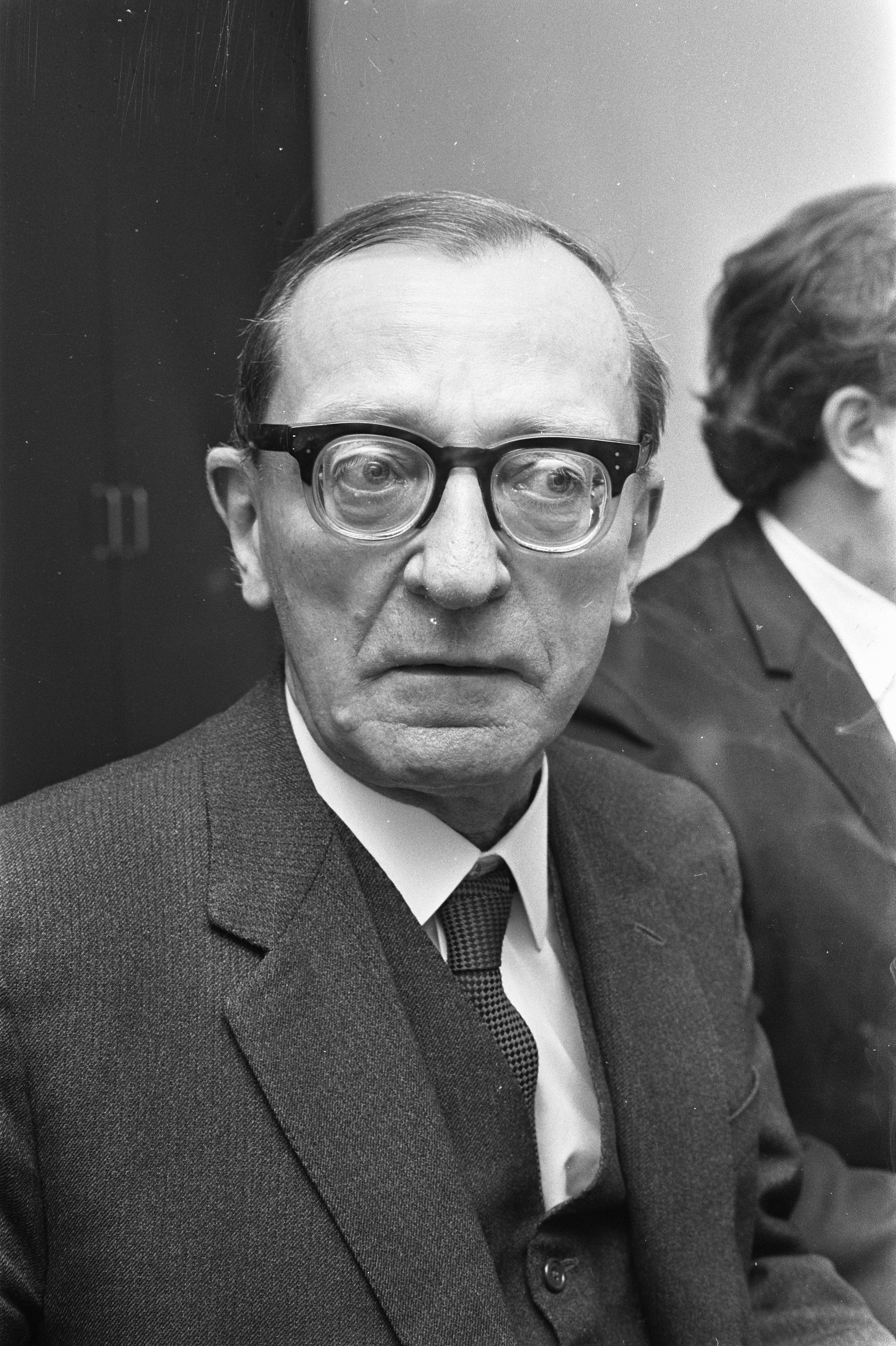
R. Ch. Zaehner (1972)

Robert Charles Zaehner (* 8. April 1913 in Kent (England); † 24. November 1974 in Oxford) war ein britischer Professor und Dozent für Östliche Religionen und Ethik an der University of Oxford.

## Leben
Robert Charles Zaehner wurde im Jahre 1913 im englischen Kent geboren. Als Student besuchte Zaehner die Christ Church in Oxford, wo er zwischen den Jahren 1933 bis 1937 die Fächer Griechische Sprache, Lateinische Sprache, Persische Sprache und Avestische Sprache belegte und erfolgreich absolvierte. 
Während des Zweiten Weltkriegs war Zaehner als Sprachenexperte nachrichtendienstlich für die britische Special Operations Executive im Iran, dort bei der Britischen Botschaft, tätig gewesen. Sein Aufenthalt im Iran dauerte von 1943 bis 1947. In dieser Zeit konvertierte Robert Charles Zaehner zum Katholizismus, was sich für sein Leben, besonders für seine beruflich wissenschaftliche Arbeiten, nicht nur als Dozent prägend auswirken sollte. Nach seiner Rückkehr aus dem Iran, wurde Zaehner in Großbritannien von 1947 bis 1949 Mitarbeiter des Secret Intelligence Service. Sein Aufgabengebiet lag besonders in der militärischen Ausbildung von antikommunistischen Albanern auf Malta. 
Zaehner wurde ab dem Jahr 1950 an der University of Oxford Dozent für Persisch. Von 1951 bis 1952  war er für Großbritannien diplomatisch erneut in der iranischen Hauptstadt Teheran tätig. Nach seiner Rückkehr, im Jahre 1952, unterrichtete Zaehner als Professor bis zu seinem Tod in Oxford im Fachgebiet Östliche Religionen und Ethik. Obwohl Experte für das Persische, setzte sich Zaehner wissenschaftlich mit den verschiedenen religiösen Textraditionen Indiens in Bezug auf den Hinduismus kritisch auseinander und verglich in diesen die Ethik mit der Ethik des Katholizismus. Wissenschaftlich beschäftigte sich Zaehner zudem mit der Problematik von Unvernunft und Rationalität, besonders mit der Frage über das Gute und das Böse. Robert Charles Zaehner veröffentlichte über seine wissenschaftlichen Tätigkeiten einige Bücher.
1966 wurde er zum Mitglied (Fellow) der British Academy gewählt.

## Veröffentlichungen (Auswahl)
- A Zervanite Apocalypse. In: Bulletin of the School of Oriental and African Studies. 10/2. Jahrgang. SOAS, London 1940, S. 377–398 (englisch).
- Zurvan, a Zoroastrian dilemma. Clarendon, Oxford 1955, ISBN 0-8196-0280-9 (englisch).; Nachdruck New York 1972
- The Dawn and Twilight of Zoroastrianism. Weidenfeld and Nicolson, London 1961, ISBN 1-84212-165-0 (englisch).
- Teachings of the Magi: Compendium of Zoroastrian Beliefs. Sheldon, New York 1975, ISBN 0-85969-041-5 (englisch).